# Словник іншомовних слів Мельничука
Словник іншомовних слів (за редакцією члена-кореспондента АН УРСР О. С. Мельничука) — науково-популярне довідкове видання, призначене для найширших кіл читачів.
Загалом у словнику вміщено пояснення близько 24 тисяч слів і термінів.
1. Перше видання — 1974.
2. Друге видання — 1985.

Основна мета словника — дати коротке пояснення часто вживаних слів і термінів іншомовного походження, що ввійшли до лексичного складу української літературної мови. Велику увагу приділено тим іншомовним термінам, які стали інтернаціональними в зв'язку з сучасною науково-технічною революцією, надзвичайно швидким прогресом усіх галузей науки, техніки, культури, розвитком міжнародних контактів.

## Добір термінів
Суспільно-політична термінологія словника представлена найважливішими і найпоширенішими політичними, економічними, філософськими, історичними, соціологічними термінами іншомовного походження. Подано загальновживані терміни у галузях міжнародного права, дипломатії, юриспруденції. Включено терміни з етики, естетики, всіх жанрів літератури й мистецтва.
Природнича термінологія включає ті іншомовні терміни всіх наук природничого циклу, зокрема фізики, математики, хімії, що не є вузькофаховими і вживаються не лише в спеціальній літературі, а і в науково-популярних виданнях, у різних сучасних засобах масової інформації. У галузі біологічних наук, крім загальнобіологічної термінології (Дарвінізм, генетика тощо), подаються родові й видові назви тих тварин і рослин, які можуть становити загальний інтерес. У словнику наведено поширені медичні й ветеринарні терміни, у тому числі назви хвороб людини й тварин та основних (з вживаних тепер у нашій країні) лікарських препаратів і засобів. У галузі геолого-мінералогічних наук наведено, зокрема, іншомовні назви найважливіших гірських порід, мінералів, руд тощо.
Технічна термінологія охоплює насамперед назви тих машин, приладів, пристроїв, апаратів тощо, які мають на сучасному етапі широке застосування, а також найважливіші терміни з технології всіх галузей виробництва, організації й практики будівництва, транспорту, зв'язку та інших галузей господарства.
Словник включає також певну кількість іншомовних слів переважно побутового вжитку, що увійшли до сучасної української літературної мови.
Наприкінці книги подано найважливіші іншомовні слова і вирази, які вживаються в латинському написанні.

## Видання
- Словник іншомовних слів за ред. О. С. Мельничука. — 1-е видання, Київ: Головна редакція «Українська радянська енциклопедія» (УРЕ), 1974 — 776 с. (PDF-файл; онлайн-версія)
- Словник іншомовних слів за ред. О. С. Мельничука. — 2-е видання, випр. і доп. Київ: Головна редакція «Українська радянська енциклопедія» (УРЕ), 1985 — 966 с.